# Johann Adalbert Angermeyer

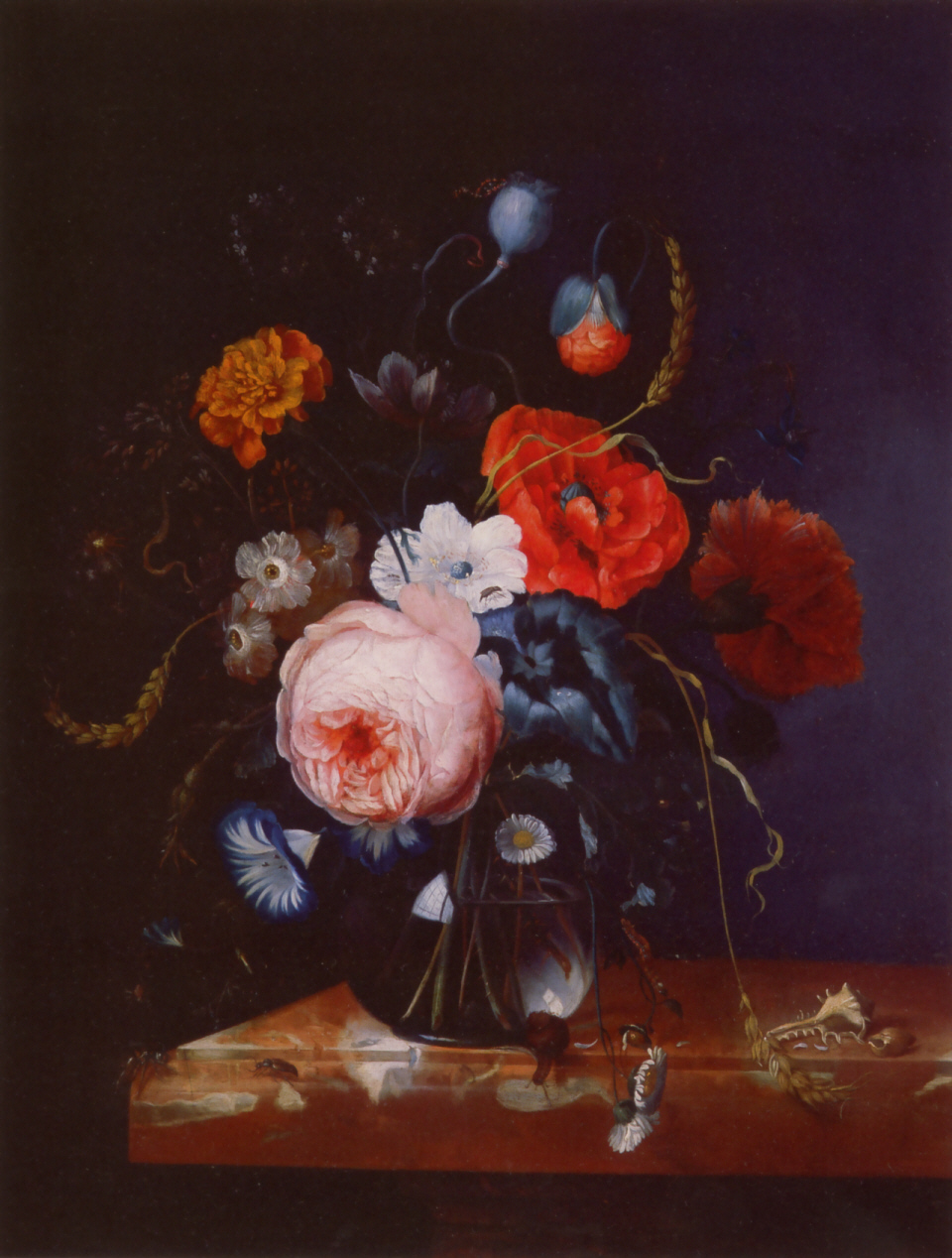
Fleurs dans un vase, c.1725

Johann Adalbert Angermeyer, né le 9 novembre 1674 à Bílina et mort le 18 octobre 1740 à Prague, est un peintre bohémien (germano-tchèque) de natures mortes. 

## Biographie
Johann Adalbert Angermeyer naît le 9 novembre 1674 à Bílina. Il s'installe de bonne heure à Prague. Élève de Johann Rudolf Byss, il devient peintre de nature morte. Il travaille dans le style de Byss.
Influencé par les natures mortes de Cornelis de Heem et de Roelant Savery, il devient l’enseignant de Caspar Hirscheli. Il est connu pour ses œuvres avec des animaux, des natures mortes de fruits et de fleurs et des pièces de chasse . Il est probablement apparenté au peintre allemand du xviiie siècle Antonius Angermeyer.
Il est cité le 18 février 1725 dans les livres de la corporation des peintres de Prague.
Johann Adalbert Angermeyer meurt à Prague le 18 octobre 1740.